# UFC 124
UFC 124: St-Pierre vs. Koscheck 2  è stato un evento di arti marziali miste tenuto dalla Ultimate Fighting Championship l'11 dicembre 2010 al Bell Centre a Montréal, Québec, Canada. L'evento fu il quarto che l'UFC tenne al Bell Centre dopo UFC 83, UFC 97 e UFC 113 e il quinto tenuto in Canada Canada insieme a UFC 115 che si svolse a Vancouver, Columbia Britannica.

## Background
Un infortunio in allenamento forzò Jason MacDonald a rinunciare al suo combattimento contro Rafael Natal il 20 ottobre 2010. Fu sostituito dal debuttante in UFC Jesse Bongfeldt.
Il 26 ottobre 2010, Anthony Waldburger dovette rinunciare al suo match contro Matt Riddle a causa di un infortunio venendo sostituito da Sean Pierson.
UFC fu la prima, e unica, occasione, in cui l?UFC permise ai fan di votare il Fight of the Night via internet.

## Risultati

### Card preliminare
- Incontro categoria Pesi Leggeri:  Pat Audinwood contro  John Makdessi

Makdessi sconfisse Audinwood per decisione unanime (30–27, 30–27, 30–26).
- Incontro categoria Pesi Welter:  TJ Grant contro  Ricardo Almeida

Almeida sconfisse Grant per decisione unanime (30–27, 30–27, 30–27).
- Incontro categoria Pesi Welter:  Matt Riddle contro  Sean Pierson

Pierson sconfisse Riddle per decisione unanime (30–27, 30–27, 30–27).
- Incontro categoria Pesi Medi:  Jesse Bongfeldt contro  Rafael Natal

Bongfeldt e Natal pareggiarono per maggioranza (28–28, 28–28, 28–29).
- Incontro categoria Pesi Leggeri:  Mark Bocek contro  Dustin Hazelett

Bocek sconfisse Hazelett per sottomissione (strangolamento triangolare) a 2:33 del primo round.
- Incontro categoria Pesi Medi:  Joe Doerksen contro  Dan Miller

Miller sconfisse Doerksen per decisione divisa (29–28, 28–29, 29–28).

### Card principale
- Incontro categoria Pesi Welter:  Thiago Alves contro  John Howard

Alves sconfisse Howard per decisione unanime (30–27, 30–27, 30–27).
- Incontro categoria Pesi Leggeri:  Joe Stevenson contro  Mac Danzig

Danzig sconfisse Stevenson per KO (pugno) a 1:54 del primo round.
- Incontro categoria Pesi Leggeri:  Jim Miller contro  Charles Oliveira

Miller sconfisse Oliveira per sottomissione (kneebar) a 1:59 del primo round.
- Incontro categoria Pesi Massimi:  Stefan Struve contro  Sean McCorkle

Struve sconfisse McCorkle per KO Tecnico (pugni) a 3:55 del primo round.
- Incontro per il titolo dei Pesi Welter:  Georges St-Pierre (c) contro  Josh Koscheck

St-Pierre sconfisse Koscheck per decisione unanime (50–45, 50–45, 50–45) mantenendo il titolo dei pesi welter.